# Kurgjärv
Kurgjärv (est. Kurgjärv) – jezioro w Estonii, w prowincji Valgamaa, w gminie Rõuge. Należy do pojezierza Haanja (est. Hannja järved). Położone jest na obrzeżach wsi Kurgjärve. Ma powierzchnię 12,3 ha, linię brzegową o długości 1960 m, długość 645 m i szerokość 415 m. Sąsiaduje m.in. z jeziorami Palanujärv, Väikjärv, Taltjärv, Tuhkrijärv, Kolga, Paadikõrdsi, Kõvvõrjärv. Położone jest na terenie obszaru chronionego krajobrazu Haanja (est. Haanja looduspark). Jezioro zamieszkują m.in.: okoń, szczupak, płoć, wzdręga, leszcz.